# Roos Markus
Roos Markus (7 september 2000) is een Nederlandse langebaanschaatsster.
In 2019 startte Markus op de NK Allround voor Senioren.  Hier mocht zij op de eerste afstand tegen haar oudere zus Femke Markus rijden.
Ook in 2020 stond zij aan de start van het NK Allround voor Senioren. In 2021 maakte zij de overstap naar het marathonschaatsen.
Roos Markus is de jongere zus van Riejanne en Femke Markus.

## Records

### Persoonlijke records[4]
| Afstand    | Tijd    | Datum            | Baan       |
| ---------- | ------- | ---------------- | ---------- |
| 500 meter  | 40,46   | 16 november 2019 | Heerenveen |
| 1000 meter | 1.20,59 | 3 februari 2019  | Enschede   |
| 1500 meter | 2.02,84 | 27 januari 2019  | Heerenveen |
| 3000 meter | 4.21,78 | 26 januari 2019  | Heerenveen |
| 5000 meter | 7.36,43 | 16 december 2018 | Enschede   |